# زین العابدین فرید
زین العابدین فرید (زاده: ۱۳۴۸ ولسوالی تگاب، ولایت کاپیسا) سیاست‌مدار افغانستانی و نماینده مردم کاپیسا در دوره پانزدهم مجلس نمایندگان افغانستان است.

## زندگی‌نامه
زین العابدین فرید متولد ۱۳۴۸ از ولسوالی تگاب ولایت کاپیسا افغانستان است. وی دارای مدرک تحصیلی ماستر/کارشناسی ارشد در رشته‌های تاریخ و ادبیات فارسی و اقتصاد اسلامی از دانشگاه‌های پاکستان است.

## دیگر فعالیت‌ها
- آمر/رئیس نظارت بر شفاخانه‌ها و کلینیک‌های هلال احمر سعودی در پاکستان.[۱]
- مدیر اداری و خریداری دارالتعلیمات.[۱]
- رئیس مؤسسه لجنته الاغاثه.[۱]
- رئیس تعمیرات اداره امنیت ملی.[۱]
- رئیس شورای مردمی ولسوالی تگاب.[۱]